# Claude Abromont
Claude Abromont est un musicologue, essayiste et écrivain français, né à Paris en 1955.
Il est principalement connu pour le Guide de la théorie de la musique,.

## Biographie
Après des études d’histoire de la musique, d'harmonie et de contrepoint au Conservatoire national supérieur de musique et de danse de Paris (CNSMDP), il étudie la composition auprès de Max Deutsch à l'École normale de musique de Paris. Il obtient un 1er Prix d'Analyse musicale au CNSMDP en 1986 (classe de Claude Ballif) et le Certificat d'Aptitude de Culture musicale en 1993.
Il a créé les départements de Culture musicale du Conservatoire à rayonnement départemental de Bourg-la-Reine et du Conservatoire à rayonnement régional de Dijon.
Il est intervenu régulièrement sur France Culture et à la Cité de la musique, et il a animé avec Jeanne-Martine Vacher le site melozzoo.org.
En 2000, il devient professeur d'analyse musicale et de méthodologie au CNSMDP. En 2013, il crée une classe de Méthodologie et théories de l'analyse musicale au CNSMDP.
Depuis septembre 2014, il est professeur d'analyse musicale, classe supérieure, au CNSMDP.
Du 3 juillet au 25 août 2017, il produit les Enquêtes musicales sur France Musique.

## Publications

### Ouvrages musicologiques
- Guide de la théorie de la musique, avec Eugène de Montalembert (Fayard/Lemoine, 2001), traduit en espagnol (Fondo de cultura economica)
- Abrégé de la théorie de la musique, avec cédérom interactif (Fayard/Lemoine, 2003)[1]
- Petit précis du commentaire d'écoute (Panama, 2008, repris sous le même nom aux éditions Fayard, 2010)
- Guide des genres de la musique occidentale, avec Eugène de Montalembert (Fayard/Lemoine, 2010)
- Guide des formes de la musique occidentale, avec Eugène de Montalembert (Fayard/Lemoine, 2010)
- La Symphonie fantastique ; enquête autour d'une idée fixe (Philharmonie de Paris, collection Rue Mus-Style, 2016), Prix spécial du jury, décerné par le Prix France Musique des Muses (2017)
- Guide de l'analyse musicale (Éditions Universitaires de Dijon, 2019)
- Vocabulaire de l'harmonie, avec Eugène de Montalembert (Minerve, 2021)

### Romans
- Symphonie criminelle en mi bémol (Bayard, 2013)

### Articles
- Enseigner la composition musicale ?, en collaboration avec François Leclère, dans Musique en jeu n°29, Novembre 1977, p. 7-9
- À propos de Farben : invention et figuration dans la pensée musicale de Schoenberg, Analyse musicale n°3, Avril 1986, p. 46-50
- Le chant de Linos d’André Jolivet, Traversières magazine n°19/53-20/54, Printemps/Été 1996, p. 107-111
- La Musique complète ; Berlioz, 1844, dans "Wagner m'a tué !", les enjeux de la musique en 25 citations, sous la direction d'Élisabeth Brisson, Ellipses, 2011, p. 103-110
- Sonorités brutes, dans Art brut, collection abcd, sous la direction de Bruno Decharme et Barbara Safarova, catalogue d'exposition, Flammarion, 2014, p. 68-69
- Préface, dans Le Quatuor à cordes, vers les séductions de l'extrême, sous la direction de Mélanie Guérimand, Muriel Joubert et Denis le Touzé, Microsillon éditions, 2016
- Analyses et interprétations de la musique. La mélodie du berger, dans le Tristan et Isolde de Richard Wagner, de Jean-Jacques Nattiez, Revue musicale OICRM, vol. 3, no 2, mis en ligne le 23 mai 2016, http://revuemusicaleoicrm.org/rmo-vol3-n2/wagner-nattiez ; version PDF, p. 183-188.